# Szymon Włodarczyk
Szymon Włodarczyk (* 5. Januar 2003 in Wałbrzych) ist ein polnischer Fußballspieler.

## Karriere

### Verein
Włodarczyk begann seine Karriere bei Legia Warschau. Im Oktober 2019 spielte er im Cup erstmals für die Reserve von Legia und debütierte anschließend im November 2019 auch für diese in der 3. Liga. Insgesamt kam er zu zwei Viertligaeinsätzen, ehe die Spielzeit COVID-bedingt abgebrochen wurde. Im Juli 2020 stand er erstmals im Kader der Profis des Hauptstadtklubs. Sein Debüt in der Ekstraklasa gab er anschließend im selben Monat gegen Lechia Gdańsk. Bis zum Ende der Saison 2019/20 kam er zweimal im Oberhaus zum Einsatz. In der Saison 2020/21 absolvierte er ebenfalls zwei Spiele in der Ekstraklasa; für die Reserve kam er zu 23 Viertligaeinsätzen, in denen er 15 Mal traf. In der Saison 2021/22 kam er zu sieben Einsätzen in der höchsten polnischen Spielklasse, zudem spielte er zweimal in der UEFA Europa League. Für Legia II gelangen ihm zehn Tore in 17 Viertligapartien.
Zur Saison 2022/23 wechselte Włodarczyk innerhalb der Ekstraklasa zu Górnik Zabrze. Im Juli 2022 erzielte er mit einem Doppelpack bei einem 3:0-Sieg gegen Radomiak Radom seine ersten beiden Tore in der ersten Liga. Bis Saisonende kam er zu 30 Einsätzen für Górnik, in denen er neunmal traf. Zur Saison 2023/24 wechselte der Angreifer zum österreichischen Bundesligisten SK Sturm Graz, bei dem er einen bis Juni 2027 laufenden Vertrag erhielt. Für Sturm kam er insgesamt zu 24 Einsätzen in der Bundesliga, in denen er fünfmal traf. Mit den Grazern holte er 2024 das Double aus Meisterschaft und Pokal.
Im August 2024 wechselte Włodarczyk leihweise nach Italien zum Zweitligisten US Salernitana. Für Salerno kam er während der Leihe zu 13 Einsätzen in der Serie B, aus der er mit dem Team aber abstieg.

### Nationalmannschaft
Włodarczyk spielte im November 2017 erstmals für eine polnische Jugendnationalauswahl. Im September 2022 debütierte er für die polnische U-21-Auswahl.

## Erfolge
- Österreichischer Meister: 2024
- Österreichischer Cupsieger: 2024